# 魏良政
魏良政（？—？），字師伊，號時斋，江西南昌府新建縣人，民籍，明朝解元、學者。

## 生平
王守仁在江西任職時，魏良政與兄魏良弼、弟魏良器、從弟魏良貴皆從其學。江西按察司僉事邵銳、監察御史唐龍與王守仁不和，告誡諸生不要拜謁其門，只有魏良政兄弟不以為然，得到王守仁嘉許。魏良政用功尤專，孝友敦樸。嘉靖四年（1525年）乙酉科江西鄉試第一名舉人（解元），後卒。

## 家族
曾祖魏重鋐；祖父魏默，字本純，光澤縣知縣；父魏槩。母夏氏。重慶下。兄魏良弼，字师说，号水洲，礼科都给事中，赠太常寺少卿。弟魏良器（號藥湖）、魏良茂。從兄魏良輔，從弟魏良貴。

## 延伸阅读
[在维基数据编辑]
 《明史卷二百八十三》，出自《明史》